# Wysokie Mazowieckie (gmina)
Wysokie Mazowieckie est une gmina rurale du powiat de Wysokie Mazowieckie, Podlachie, dans le nord-est de la Pologne. Son siège est la ville de Wysokie Mazowieckie, bien qu'elle ne fasse pas partie du territoire de la gmina.
La gmina couvre une superficie de 166,11 km2 pour une population de 5 263 habitants.

## Géographie
La gmina inclut les villages de Brok, Bryki, Brzóski Brzezińskie, Brzóski-Falki, Brzóski-Gromki, Brzóski-Markowizna, Brzóski-Tatary, Buczyno-Mikosy, Bujny-Biszewo, Dąbrowa-Dzięciel, Faszcze, Gołasze-Górki, Gołasze-Puszcza, Jabłoń-Rykacze, Jabłoń-Uszyńskie, Jabłonka Kościelna, Jabłonka-Świerczewo, Kalinowo-Czosnowo, Mazury, Michałki, Miodusy Wielkie, Miodusy-Litwa, Miodusy-Stasiowięta, Miodusy-Stok, Mścichy, Mystki-Rzym, Nowa Ruś, Nowe Osipy, Osipy-Kolonia, Osipy-Lepertowizna, Osipy-Wydziory Drugie, Osipy-Wydziory Pierwsze, Osipy-Zakrzewizna, Rębiszewo-Studzianki, Sokoły-Jaźwiny, Stara Ruś, Stare Brzóski, Stare Osipy, Święck Wielki, Święck-Nowiny, Trzeciny, Tybory-Jeziernia, Tybory-Kamianka, Tybory-Misztale, Tybory-Olszewo, Tybory-Trzcianka, Tybory-Wólka, Tybory-Żochy, Wiśniówek, Wiśniówek-Kolonia, Wólka Duża, Wólka Mała, Wróble et Zawrocie-Nowiny.
La gmina borde la ville de Wysokie Mazowieckie et les gminy de Czyżew-Osada, Kołaki Kościelne, Kulesze Kościelne, Nowe Piekuty, Sokoły, Szepietowo et Zambrów.